# 中里拓哉
中里　拓哉（なかざと たくや、1969年（昭和44年）5月1日 - ）は、日本の公認会計士、税理士。TAC公認会計士講座監査論講師。TAC公認会計士修了考査対策講座監査実務担当講師。

## 経歴
- 1969年5月1日 - 東京都江戸川区生まれ。
- 1988年3月 - 東京都立両国高等学校卒業。
- 1992年 - 早稲田大学教育学部卒業。旧公認会計士試験2次試験合格。
- 1996年9月 - 旧公認会計士3次試験合格。公認会計士登録。職歴として、安田莊助税理士事務所（現、仰星税理士法人）にて法人・個人の税務業務への従事、及び、東京赤坂監査法人（現、仰星監査法人）にて金融商品取引法、会社法等の法定監査業務、株式公開支援業務、内部統制構築支援業務に従事。
- 2000年9月 - 中里会計事務所を設立。主に中堅・中小規模会社の監査関連業務、会計指導業務、税務業務等を行うと共に、不正事例研究会を主催し、不正の防止・発見策の提言を行う。
- 2002年 - 日本公認会計士協会東京会経営委員会委員長。
- 2004年3月 - 税理士登録。
- 2015年5月 - リソー教育社外監査役就任。
- TAC株式会社及びJAマスターコース、JA内部監査士講習会や法人セミナー他、種々の研修業務にも従事し、長年にわたる監査実務経験と監査理論に裏付けられたユーモアのある講演・講義内容で定評がある。

### 自著
- 「資格ガイドシリーズ50　公認会計士」（経林書房 2004年9月）
- 「いまこそなりたい公認会計士」（中央経済社 2009年5月）

他会計関連誌として、会計人コース（中央経済社）に出稿多数。

### 共著
- 「公認会計士試験　監査論セレクト30題」（著者代表、中央経済社 2013年6月。最新版は第5版）
- 「中堅・中小組織の内部監査」（近江正幸との共著、白桃書房 2014年10月)
- 「財務諸表監査の実務」（著者代表、中央経済社 2015年4月）